# Hubert Strolz
Hubert Strolz (Warth, 26 juni 1962) is een Oostenrijks alpineskiër. Hij nam driemaal deel aan de Olympische Spelen en won hierbij in totaal twee medailles.
Zijn zoon Johannes Strolz trad in 2022 in zijn voetsporen door ook olympisch goud te winnen bij het alpineskiën.

## Palmares

### Olympische winterspelen
- Calgary
  - Gouden medaille in de combinatie
  - Zilveren medaille in de reuzenslalom

1936: Franz Pfnür ·
1948: Henri Oreiller ·
1988: Hubert Strolz ·
1992: Josef Polig ·
1994: Lasse Kjus ·
1998: Mario Reiter ·
2002: Kjetil André Aamodt ·
2006: Ted Ligety ·
2010: Bode Miller ·
2014: Sandro Viletta ·
2018: Marcel Hirscher ·
2022: Johannes Strolz